# Amblyseius cucurbitae
Amblyseius cucurbitae är en spindeldjursart som beskrevs av Rather 1985. Amblyseius cucurbitae ingår i släktet Amblyseius och familjen Phytoseiidae. Inga underarter finns listade i Catalogue of Life.